# Irish League 1979-1980
L'Irish League 1979-1980 è stata la 79ª edizione della prima divisione del campionato nordirlandese di calcio.
Il campionato era formato da dodici squadre e il Linfield vinse il titolo. non vi furono retrocessioni.

## Classifica finale
| Pos. | Squadra          | G  | V  | N | P  | GF | GS | Punti |
| ---- | ---------------- | -- | -- | - | -- | -- | -- | ----- |
| 1    | Linfield         | 22 | 19 | 1 | 2  | 59 | 17 | 39    |
| 2    | Ballymena United | 22 | 12 | 6 | 4  | 52 | 23 | 30    |
| 3    | Glentoran        | 22 | 10 | 7 | 5  | 34 | 27 | 27    |
| 4    | Cliftonville     | 22 | 10 | 6 | 6  | 29 | 16 | 26    |
| 5    | Crusaders        | 22 | 11 | 2 | 9  | 32 | 24 | 24    |
| 6    | Portadown        | 22 | 10 | 3 | 9  | 36 | 37 | 23    |
| 7    | Coleraine        | 22 | 9  | 4 | 9  | 46 | 48 | 22    |
| 8    | Distillery       | 22 | 7  | 4 | 11 | 22 | 48 | 18    |
| 9    | Glenavon         | 22 | 5  | 6 | 11 | 19 | 30 | 16    |
| 10   | Bangor           | 22 | 6  | 4 | 12 | 27 | 50 | 16    |
| 11   | Ards             | 22 | 4  | 5 | 13 | 26 | 39 | 13    |
| 12   | Larne            | 22 | 3  | 4 | 15 | 17 | 40 | 10    |

G = Partite giocate; V = Vittorie; N = Nulle/Pareggi; P = Perse; GF = Goal fatti; GS = Goal subiti; 